# Spaceballs - Rumnødderne
Spaceballs – Rumnødderne (originaltitel: Spaceballs) er en amerikansk science fiction komedie fra 1987. Den er instrueret af Mel Brooks.
Filmen er primært en parodi på Star Wars, men også bl.a. Star Trek, Alien, Troldmanden fra Oz, Rumrejsen år 2001, Abernes planet og Transformers.

## Medvirkende
- Bill Pullman som Lone Starr.
- Mel Brooks som President Skroob/Yoghurt.
- Rick Moranis som Dark Helmet.
- Daphne Zuniga som Prinsesse Vespa.
- John Candy som Barf.
- George Wyner som Colonel Sandurz (omskrivning af Colonel Sanders fra Kentucky Fried Chicken).